# RESURRECTION & EXISTENCE
『"RESURRECTION & EXISTENCE"』(レゼレクション アンド エグゼスタンス)は、2006年5月26日に発売されたDe-LAXの映像作品。通算3作目となるライブ・ビデオである。発売元はハピネット・ミュージック。

## 解説
- 本作は、ハピネット・ミュージックからの発売となる。
- 活動再開後、初にして唯一の映像作品。De-LAXの映像作品としては、解散する日に発表されたビデオ『THE STORY OF De+LAX 1988-1992 5Years×5Lives』から、実に13年ぶりのリリースとなった。
- 2006年1月22日に渋谷BOXXで行われたライブ『THE LIVE GOES ON』のうち、14曲が収録されている。完全収録はされていない。また、ボーナスに終演後の楽屋風景が収録されている。

## 今ライブのライブ会場
- 太文字が今回映像化されたライブである。

| 開催日時 | 会場     |
| -------- | -------- |
| 1月22日  | 渋谷BOXX |

## セットリスト
- 映像化されたライブ当日のセットリストは以下の通り。

1. POP IS MY LIFE
2. NEUROMANCER
3. MAYBE SUNDAY
4. GLOBAL STREET
5. WORLD'S END
6. 雨のリバプール
7. MISTY MEMORY
8. ダイヤモンドの夜
9. darkOrange
10. ONE PLUS ONE
11. G.N.A.
12. PSYCHO PARTY
13. SPIRITS A GO-GO
14. SERIOUS MOOD
15. CRAZY BOY
16. WAR DANCE
17. 突然 炎のごとく
18. CANDY
19. MIDNIGHT RIPPER
20. BLUE HEART LOVER
21. SENSATION
22. ROCK & FREEDOM

## 収録曲
1. POP IS MY LIFE
2. NEUROMANCER
3. GLOBAL STREET
4. WORLD'S END -世界の果て-
5. 雨のリバプール
6. MISTY MEMORY
7. darkOrange
8. ONE PLUS ONE
9. PSYCHO PARTY
10. SPIRITS A GO-GO
11. CRAZY BOY
12. WAR DANCE
13. MIDNIGHT RIPPER
14. SENSATION